# تسویوشی یاماموتو
تسویوشی یاماموتو (انگلیسی: Tsuyoshi Yamamoto؛ زادهٔ ۲۳ مارس ۱۹۴۸) موسیقی‌دان، آهنگ‌ساز اهل ژاپن است.